# SVAA
SVAA(スパンキーヴォイスアクターズアカデミー)は、芸能事務所のソニックソングスが運営していた日本の声優養成所。2014年3月31日閉校。

## 概要
年齢制限なし、初心者歓迎のプロダクション直結の声優養成所。在籍期間は無制限。

## コース
- 声優タレント：土曜日（1回150分）
- アニソンボーカル科：木曜日（1回30分/名）
- 声優通信講座：月1回課題送付(全10回)

## 講師陣

### 男性
- 久賀健治
- 西原翔吾

### 女性
- 原えりこ
- 秋本紀子